# Lista över insjöar i Håbo kommun
Detta är en lista över sjöar i Håbo kommun baserad på sjöns utloppskoordinat. Om någon sjö saknas, kontrollera grannkommunens lista eller kategorin Insjöar i Håbo kommun.

## Lista
| Namn             | Koordinat                                     | Sjöid         | VYID          | Yta (km²) | Strandlinje (km) | Höjd (m) | Maxdjup (m) | Volym (m³) | HARO  | Natura 2000  |
| ---------------- | --------------------------------------------- | ------------- | ------------- | --------- | ---------------- | -------- | ----------- | ---------- | ----- | ------------ |
| Hjälstaviken     | 59°39′57″N 17°23′00″Ö / 59.66585°N 17.38325°Ö | 661622-158957 | 661727-158894 | 1,42      | 5,99             | 0        |             |            | 61000 | Hjälstaviken |
| Lilla Ullfjärden | 59°35′27″N 17°31′45″Ö / 59.59093°N 17.52919°Ö | 661075-159692 | 660913-159738 | 1,88      | 8,59             | 0,1      | 52          | 38 936 000 | 61000 | Ekillaåsen   |
| Stora Ullfjärden | 59°37′49″N 17°30′05″Ö / 59.63026°N 17.50142°Ö | 661347-159570 |               | 2,7196    |                  | 0,3      |             |            | 61000 |              |